# جويل سافاج
جويل سافاج هو لاعب هوكي الجليد كندي، ولد في 25 ديسمبر 1969 في سري في المملكة المتحدة.

## وصلات خارجية
- جويل سافاج على موقع دوري الهوكي الوطني (الإنجليزية)
- جويل سافاج على موقع قاعة مشاهير الهوكي (لاعب أن.إتش.أل) (الإنجليزية)
- جويل سافاج على موقع EliteProspects.com (الإنجليزية)
- جويل سافاج على موقع Eurohockey.com (الإنجليزية)
- جويل سافاج على موقع HockeyDB.com (الإنجليزية)
- جويل سافاج على موقع Hockey-Reference.com (الإنجليزية)